# Línea 112 (EMT Madrid)
La línea 112 de la EMT de Madrid une la Glorieta del Mar de Cristal con el Barrio del Aeropuerto (distrito de Barajas).

## Características
La línea 112 original tenía como itinerario Atocha - Entrevías, herencia de una antigua línea periférica. Este itinerario nada tenía que ver con el actual, y circuló como tal hasta febrero de 1996, momento en que se suprimió esta línea absorbiendo la línea 102 parte de su recorrido.
En abril de 1998 reapareció la línea 112 en la red de autobuses de la EMT, pero esta vez con el recorrido Mar de Cristal - Alameda de Osuna. Esta línea unía la glorieta del Mar de Cristal con el barrio de la Alameda de Osuna pasando por los nuevos desarrollos de Canillas y Piovera, el Campo de las Naciones y a través de la autovía M-11 y la Avenida de Logroño llegaba al barrio de la Alameda de Osuna.
El 19 de mayo de 2007, la línea vio ampliado su recorrido hasta el barrio del Aeropuerto, al otro lado de la autovía M-14 respecto de la Alameda de Osuna, siendo la segunda línea en servir el mismo después de la línea 114.

### Frecuencias
| Lunes a viernes laborables |               |
| De 6:00 a 8:00             | 14-25 minutos |
| De 8:00 a 20:00            | 13-19 minutos |
| De 20:00 a 23:00           | 16-24 minutos |
| Sábados laborables         |               |
| De 6:00 a 11:00            | 18-32 minutos |
| De 11:00 a 21:00           | 18-20 minutos |
| De 21:00 a 23:00           | 19-29 minutos |
| Domingos y festivos        |               |
| De 7:00 a 10:00            | 23-30 minutos |
| De 10:00 a 20:00           | 23-25 minutos |
| De 20:00 a 23:00           | 25-35 minutos |

## Recorrido y paradas

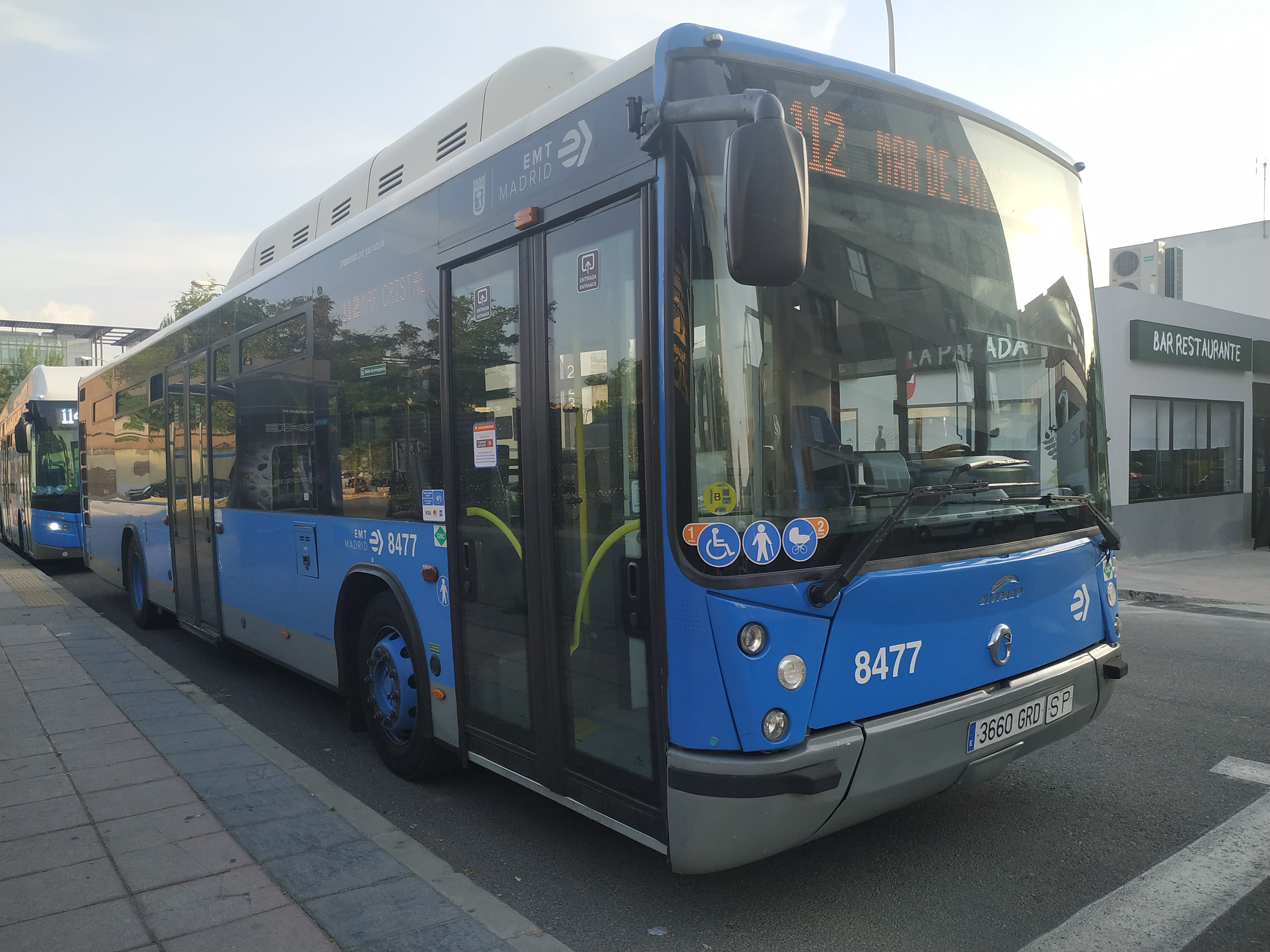
Autobús en el final en Bº Aeropuerto en 2020

### Sentido Barrio del Aeropuerto
La línea inicia su recorrido en la Glorieta del Mar de Cristal. Aquí tienen también su cabecera las líneas 104, 125, 153, 171, 172 y T11, y existe correspondencia con la estación de Mar de Cristal de Metro de Madrid. Desde este lugar, sale por la calle Emigrantes, que recorre entera siguiendo de frente al final por la Avenida de Machupichu, que también recorre entera, girando al final a la izquierda para circular por la Avenida de los Andes.
Circulando por esta avenida, llega al final y cruza sobre la autopista M-40, entrando al distrito de Barajas por la Glorieta de Juan de Borbón, donde sale por la Avenida del Consejo de Europa entrando en el Campo de las Naciones. Dentro de este recinto, la línea circula por la avenida mencionada, abandonándola al girar a la izquierda para circular por la Avenida de la Capital de España, que recorre entera, girando al final a la derecha por la Avenida del Partenón, que recorre hasta el final desembocando en la Vía de Dublín, calle por la que sale del recinto incorporándose a la autovía M-11 en dirección al Aeropuerto de Madrid-Barajas.
La línea sale de la autovía para llegar a la Glorieta de la Ermita de la Virgen de la Soledad, donde toma la Avenida de Logroño hacia el sur. Circula por esta avenida hasta la intersección con la calle Manuel Aguilar Muñoz, a la que se incorpora girando a la izquierda para entrar en el barrio de la Alameda de Osuna. Circula por esta calle entera y al final de la misma gira a la derecha para tomar la Avenida de Cantabria, que recorre hasta que llega al final a la Plaza del Mar.
Al llegar a esta plaza, sale por la Avenida de la Hispanidad hasta cruzar sobre la autovía M-14, al otro lado de la cual toma la Cañada Real de Merinas para dirigirse hacia el barrio del Aeropuerto, entrando en el mismo por la calle Trespaderne, que recorre hasta el final, donde gira a la izquierda por la calle Medina de Pomar. Recorre esta calle entera, girando de nuevo a la izquierda al final por la calle Salinas del Rocío, al final de la cual de nuevo gira a la izquierda para tomar la calle Trespaderne, donde tiene su cabecera.
| Código | Parada                                | Común con                   | Conexiones con Metro | Otros |
| ------ | ------------------------------------- | --------------------------- | -------------------- | ----- |
| 24     | MAR DE CRISTAL                        | 125                         | Mar de Cristal       |       |
| 4910   | Arequipa-Emigrantes                   | 153                         |                      |       |
| 478    | Emigrantes-Tribaldos                  | 120 153                     |                      |       |
| 476    | Emigrantes-Carretera de Canillas      | 120 153                     |                      |       |
| 4911   | Machupichu-Mota del Cuervo            | 153                         | Canillas             |       |
| 3582   | Machupichu-Silvano                    | 122 153                     |                      |       |
| 4913   | Machupichu-Manuel Rodrigo             | 122 153                     |                      |       |
| 3584   | Machupichu-Florencio Castillo         | 122 153                     |                      |       |
| 3586   | Machupichu-Papa Negro                 | 122 153                     |                      |       |
| 3588   | Avenida de los Andes-Machupichu       | 104 122 153                 |                      |       |
| 4885   | Avenida de los Andes-Centro Comercial | 104 122                     |                      |       |
| 5022   | Consejo de Europa-Juan de Borbón      | 104 122                     |                      |       |
| 405    | Parque Juan Carlos I                  | 122 828                     |                      |       |
| 4915   | Feria de Madrid                       | 828                         | Feria de Madrid      |       |
| 4916   | Partenón-Hamburgo                     | 828                         |                      |       |
| 3819   | Feria de Madrid-Puerta Norte          | 828                         |                      |       |
| 4920   | Ermita Virgen de la Soledad           |                             |                      |       |
| 1314   | Avenida de Logroño-San Severo         | 105 115 211 212 213 256 827 |                      |       |
| 4921   | Avenida de Logroño-Polideportivo      | 105 115 211 212 213 256 827 |                      |       |
| 1312   | Avenida de Logroño-Brezos             | 105 115                     |                      |       |
| 4924   | Avenida de Logroño-Bahía de Cádiz     | 105 115 151 166             |                      |       |
| 1310   | Manuel Aguilar-Avenida de Logroño     | 105 115 151                 |                      |       |
| 5428   | Corbeta-La Rioja                      | 115 151 166                 | Alameda de Osuna     |       |
| 2974   | Avenida de Cantabria-Centro de Salud  | 114 115 151                 |                      |       |
| 1303   | Plaza del Navío                       | 114 115 151                 |                      |       |
| 1301   | Plaza del Mar                         | 101 115 151                 |                      |       |
| 3636   | Cañada Real de Merinas                | 114                         |                      |       |
| 5390   | Medina de Pomar                       | 114 166                     |                      |       |
| 2969   | BARRIO AEROPUERTO (C/ Trespaderne)    | 114                         |                      |       |

### Sentido Mar de Cristal
La línea empieza su recorrido en la calle Trespaderne, por la cual sale a la Cañada Real de Merinas saliendo por ella del barrio del Aeropuerto en dirección al barrio Alameda de Osuna por la Avenida de la Hispanidad. Al llegar a la Plaza del Mar, toma la salida de la Avenida de Cantabria, por la que circula hasta la Plaza del Navío, donde toma la calle de la Carabela, girando en la siguiente intersección a la izquierda por la calle Corbeta, que recorre hasta el final siguiendo de frente por la calle Manuel Aguilar Muñoz. Abandona esta calle en la siguiente intersección girando a la derecha para circular por el Paseo de la Alameda de Osuna. Al final de este paseo, gira a la derecha por la calle de los Brezos, que recorre entera para desembocar en la Avenida de Logroño, a la que se incorpora girando a la derecha.
A partir de aquí el recorrido de vuelta es igual al de ida pero en sentido contrario hasta llegar a la cabecera.
| Código | Parada                                | Común con                   | Conexiones con Metro | Otros |
| ------ | ------------------------------------- | --------------------------- | -------------------- | ----- |
| 2969   | BARRIO AEROPUERTO (C/ Trespaderne)    | 114                         |                      |       |
| 3902   | Cañada Real de Merinas                |                             |                      |       |
| 5331   | Plaza del Mar                         | 114 115                     |                      |       |
| 1302   | Plaza del Navío                       | 114 115 166                 |                      |       |
| 3028   | Avenida de Cantabria-Centro de Salud  | 115 151                     |                      |       |
| 5422   | Corbeta-La Rioja                      | 115 151 166                 | Alameda de Osuna     |       |
| 1308   | Paseo de la Alameda de Osuna 80       | 105 115 151                 |                      |       |
| 1309   | Brezos                                | 105 115 151 166             |                      |       |
| 1311   | Avenida de Logroño-Brezos             | 105 115                     |                      |       |
| 4922   | Avenida de Logroño-Polideportivo      | 105 115 211 212 213 256 827 |                      |       |
| 1313   | Avenida de Logroño-San Severo         | 105 115 211 212 213 256 827 |                      |       |
| 4923   | Ermita Virgen de la Soledad           |                             |                      |       |
| 3820   | Feria de Madrid-Puerta Norte          | 828                         |                      |       |
| 4917   | Partenón-Hamburgo                     | 828                         |                      |       |
| 5097   | Feria de Madrid                       | 122                         | Feria de Madrid      |       |
| 406    | Parque Juan Carlos I                  | 122 828                     |                      |       |
| 5023   | Consejo de Europa-Juan de Borbón      | 104 122 828                 |                      |       |
| 4886   | Avenida de los Andes-Centro Comercial | 104 122                     |                      |       |
| 4902   | Avenida de los Andes-Machupichu       | 104 122                     |                      |       |
| 3587   | Machupichu-Papa Negro                 | 122 153                     |                      |       |
| 3585   | Machupichu-Florencio Castillo         | 122 153                     |                      |       |
| 4914   | Machupichu-Manuel Rodrigo             | 122 153                     |                      |       |
| 3583   | Machupichu-Silvano                    | 122 153                     |                      |       |
| 4912   | Machupichu-Mota del Cuervo            | 153                         | Canillas             |       |
| 475    | Emigrantes-Carretera de Canillas      | 120 153                     |                      |       |
| 477    | Emigrantes-Tribaldos                  | 120 153                     |                      |       |
| 24     | MAR DE CRISTAL                        | 125                         | Mar de Cristal       |       |

## Galería de imágenes

Mapa zonal de la estación de metro de Mar de Cristal con los recorridos de las líneas de autobuses, entre los que aparece la línea 112.
Mapa zonal de la estación de metro de Feria de Madrid con los recorridos de las líneas de autobuses, entre los que aparece el 112.